# Agustín Muñoz y Borbón
Agustín María Raimundo Fernando Longinos Muñoz y Borbón, né à Madrid le 15 mars 1837 et mort à Rueil-Malmaison le 15 juillet 1855, est un prince espagnol, premier fils de la reine-régente, Marie-Christine de Bourbon, et de son second époux Agustín Fernando Muñoz y Sánchez, duc de Riánsares. Titré à sa naissance duc de Tarancón, vicomte de Rostrollano et grand d'Espagne, il est à partir de 1846, considéré comme roi de l'Équateur sous le nom de Augustin Ier, au moment d'une potentielle instauration monarchique dans ce pays avec l'expédition menée par l'ancien président Juan José Flores, qui souhaite mettre en place une monarchie constitutionnelle avec lui-même comme régent. 
Le duc est également le demi-frère de la reine Isabelle II d'Espagne et de la duchesse de Galliera, Louise-Fernande de Bourbon.  

## Famille
Par sa mère, Marie-Christine de Bourbon, le duc de Tarancón est le petit-fils du roi François Ier des Deux-Siciles et de l'infante Marie-Isabelle d'Espagne, ainsi que le petit-neveu du roi Louis-Philippe Ier et de son épouse Marie-Amélie. Il est aussi l'un des nombreux arrière-petits-enfants du roi Charles IV d'Espagne.  

## Jeunes années
Après la mort du roi Ferdinand VII le 29 septembre 1833, la reine-régente Marie-Christine de Bourbon et Agustín Fernando Muñoz y Sánchez contractèrent en secret un mariage morganatique le 28 décembre 1833. Du fait du caractère secret de leurs noces, ils les célébrèrent enfin officiellement, avec le consentement de la reine Isabelle II d'Espagne, le 12 octobre 1844. En juin 1844, il avait été nommé Grand d'Espagne et avait reçu le duché de Riánsares (es) pour en justifier le titre. Le jour suivant la noce officielle, il fut encore nommé Lieutenant général et sénateur à vie. Sa belle-fille, la reine Isabelle II lui octroya l'ordre de la Toison d'or. Il reçut plus tard le titre de marquis de San Agustín (es) puis, alors qu'il était en exil en France avec son épouse Marie-Christine, Louis-Philippe Ier le nomma Duc de Montmorot et le décora de la Légion d'honneur (Grand-croix).
De cette union naquirent sept enfants dont Agustín, troisième enfant et premier fils du couple, titré à sa naissance duc de Tarancón. 

## Roi de l'Équateur
Depuis son indépendance, l'Équateur, pays d'Amérique du Sud, est gouverné par des conservateurs qui doutent du système républicain. En 1846, l'ancien président Juan José Flores, en exil en Europe depuis la révolution libérale, débute des négociations avec la Cour d'Espagne pour mettre en place un système monarchique avec un membre de la famille royale d'Espagne en Équateur. La reine-mère Marie-Christine, toujours très influente, s'investit en faveur de ce projet avec le soutien de sa fille, la reine Isabelle II. Comme futur roi, la reine-mère propose l'un de ses fils, Agustín, duc de Tarancón, qu'elle a eu avec son second époux, le duc de Riánsares. La volonté de cette dernière était de placer ses enfants sur des trônes des pays d'Amérique du Sud. Le général Flores obtient également le soutien de la France et l'approbation du roi Louis-Philippe Ier pour ce projet.  

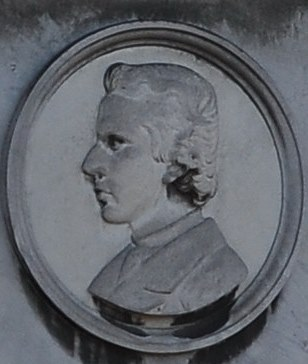
Buste d'Augustin, dans sa tombe de Rueil-Malmaison.

Les négociations se poursuivent jusqu'au jour où le projet est accepté par les gouvernements français et espagnols et par les partisans de Flores, prêt à reprendre le pouvoir, le 1er décembre 1846. Désormais proclamé « Roi d'Équateur », le jeune duc de Tarancón se prépare à son avènement. Mais l'instabilité politique du pays et la rivalité entre libéraux et conservateurs, retardent sa montée sur le trône. Le duc étant âgé de 10 ans, Flores se propose comme régent. 
Le 9 décembre, Flores débarque avec ses partisans en Équateur. Il réclame la démission du président Vicente Ramón Roca, qui appelle l'armée à ne pas rejoindre l'insurrection. Les républicains se mobilisent et affrontent les hommes de Flores. Malgré la détermination des royalistes, la résistance républicaine s'intensifie. Le 28 décembre, les partisans de Flores assiègent Quito, la capitale du pays. Le général péruvien Ramón Castilla, profite de l'affaiblissement du pouvoir présidentiel et apporte son soutien à Flores. Mais rapidement, l'opinion publique se retourne contre Flores, lui rapprochant notamment son alliance avec l'Espagne. Le 19 février 1847, les forces royalistes sont définitivement vaincus par les troupes républicaines. Le 25 février, Flores, défait, reprend la route de l'exil. Le projet d'une monarchie équatorienne est finalement abandonné. Malgré cela, le duc de Tarancón conserve le titre de « roi » jusqu'à sa mort. 
Il meurt en France, à Rueil-Malmaison, le 15 juillet 1855 à l'âge de 18 ans. Son frère cadet, Fernando, hérite de ses titres. 

## Titres et honneurs
- Royaume d'Espagne: Grand d'Espagne
- Royaume d'Espagne: Chevalier de l'Ordre royal d'Espagne
- Royaume d'Espagne: Officier de l'Ordre de la Toison d'or
- Royaume de France: Chevalier Grand Croix de l'Ordre de la Légion d'honneur
- Saint-Siège: Chevalier Grand-Croix de l'Ordre de Saint-Grégoire-le-Grand